# پاپیون (رمان)
پاپیون (به فرانسوی: Papillon به معنی پروانه) نام یکی از رمان‌های هانری شاریر است که در سال ۱۹۶۹ منتشر شد. اندک زمانی پس از انتشار کتاب، هالیوود فیلم پاپیون را بر مبنای این اثر ساخت.

## خلاصه رمان
داستان این رمان به ادعای هانری شاریر برگرفته شده‌است از حقایق زندگی او عنوان شده است. موضوع رمان از اتهام کشته شدن یک فروشنده مرد به دست هانری شاریر شروع می‌شود، در صورتی که خود او منکر این قتل می‌شود، و در نهایت به جزیره شیطان در ناحیه گویان فرانسه در شمال شرقی آمریکای جنوبی برای گذراندن دوره محکومیت فرستاده می‌شود و در آخر بعد از چند اقدام به فرار موفق به فرار از زندان می‌شود.